# 月日镇
月日镇，是中华人民共和国陕西省商洛市丹凤县一个已撤销的乡级行政区，2015年，陕西省民政厅批复同意撤销月日镇，将其所辖行政区域划归龙驹寨街道。